# Viktor von Blumenthal
Viktor von Blumenthal (* 15. Februar 1940 in Gießen/Lahn) ist ein deutscher Erziehungswissenschaftler.

## Leben
Der Sohn von Albrecht von Blumenthal und Erika Schippel studierte nach dem Abitur 1959 in Hannover Germanistik und Alte Sprachen an der Philipps-Universität Marburg, wo er 1967 das Staatsexamen in Latein und Germanistik ablegte. Das  Studienjahr 1963/64 verbrachte er an der Universität Rom.
Nach dem Staatsexamen setzte er sein Studium der Erziehungswissenschaft in Marburg fort, das er 1980 mit einer Dissertation über „Die Reform der Sekundarstufe II in Italien. Zum Legitimationsproblem bildungspolitischer Entscheidungen“ abschloss. Ab 1968 bis zu seiner Pensionierung 2005 war er im akademischen Mittelbau in der Forschungsstelle für Vergleichende Erziehungswissenschaft der Philipps-Universität Marburg beschäftigt. Schwerpunkt seiner Tätigkeit waren Arbeiten zur Bildungspolitik in Italien, der Schweiz und der Bundesrepublik Deutschland, sowie zur interkulturellen Erziehung.
Sein politisches Engagement nahm er im Rahmen der Marburger F.D.P. von 1972 bis 1982 wahr; von 1974 bis 1981 war er Vorsitzender der F.D.P.-Fraktion in der Marburger Stadtverordnetenversammlung, danach ein Jahr ehrenamtliches Mitglied im Magistrat der Stadt Marburg.
Nach seiner Pensionierung beteiligte er sich bis 2010 an der Gründung der Montessori-Schule Marburg, die zum Schuljahr 2008/2009 ihre Arbeit aufnahm. Seit 2015 hilft er Flüchtlingen bei dem Einstieg in die deutsche Sprache.

## Schriften (Auswahl)
- Die Reform der Sekundarstufe II in Italien. Zum Legitimationsproblem bildungspolitischer Entscheidungen. (Marburger Beiträge zur Vergleichenden Erziehungswissenschaft und Bildungsforschung. Bd. 12). Minerva-Publikation, München 1980.  ISBN 3-597-10207-7

- Die Betreuung der Behinderten im italienischen Schulwesen. In: Behinderte in ausländischen Schulen – Wege zur Integration.  (Marburger Beiträge zur Vergleichenden Erziehungswissenschaft und Bildungsforschung. Bd. 17). Minerva-Publikation, München  1982. S. 189–293. ISBN 3-597-10285-9

- Grundlegende Bildung für alle. Die Reform der Sekundarstufe I in Italien.  (Texte-Dokumente-Berichte zum Bildungswesen ausgewählter Industriestaaten. Heft 29). Minerva-Publikation, München 1983. ISBN 3-597-10230-1

- Behinderte in italienischen Erwachsenenbildungseinrichtungen. In:  Soziale Integration Behinderter durch Weiterbildung. Zur Situation in England, Frankreich, Italien, Schweden, USA.  Klinkhardt, Bad Heilbrunn/ Obb. 1987.  S. 161–239. ISBN 3-7815-0596-0

- Bildungspolitik in Italien (1975–1985). Vergleichende Daten und Analysen. (Marburger Beiträge zur Vergleichenden Erziehungswissenschaft und Bildungsforschung. Bd. 23). Minerva-Publikation, München 1989. ISBN 3-597-10565-3

- Bildungspolitik in der Schweiz. Vergleichende Daten und Analysen zur Entwicklung in den 80er Jahren. (Marburger Beiträge zur Vergleichenden  Erziehungswissenschaft und Bildungsforschung. Bd. 25). Minerva-Publikation, München 1991. ISBN 3-597-10696-X

- Zusammen mit Georg  Auernheimer, Heinz Stübig, Bodo Willmann: Interkulturelle Erziehung im Schulalltag. Fallstudien zum Umgang von Schulen mit der multikulturellen Situation. Waxmann,  Münster/ New York 1996. ISBN 3-89325-444-7

- Italiens Dezentralisierung und Regionalisierung. In: Zeitgeschichte europäischer  Bildung  1970–2000. Bd. II: Nationale Entwicklungsprofile. Hrsg. Klaus Schleicher, Peter J. Weber. Waxmann,   Münster/New York  2000. S. 123–160. ISBN 3-89325-843-4